# Redline (film 2007)
Redline – amerykański film akcji w reżyserii Andy’iego Chenga, który miał premierę 13 kwietnia 2007 roku.
Film zarobił 6 877 133 dolarów amerykańskich w Stanach Zjednoczonych. W 2008 roku podczas 7. edycji Taurus World Stunt Awards Debbie Evans była nominowana do nagrody Taurus Award w kategorii Best Overall Stunt by a Stunt Woman.

## Obsada
Źródło: Filmweb
- Nathan Phillips – Carlo
- Angus Macfadyen – Michael
- Doug Budin – Tommy
- Wyclef Jean – aktor
- Jasmine Dustin – modelka
- Nadia Bjorlin – Natasha Martin
- Eddie Griffin – nikczemnik
- Faleolo Alailima – Diggs